# Epaphroditus
Epaphroditus (griechisch Ἐπαφρόδιτος) war ein enger Mitarbeiter, Bruder und Mitstreiter des Paulus.
Von der Gemeinde in Philippi wurde Epaphroditus mit einigen Gaben zu Paulus ins Gefängnis (wahrscheinlich in Rom) geschickt. Dadurch war Paulus dort völlig versorgt. Unterwegs wurde Epaphroditus kurz vor dem Ziel todkrank. Er genas aber wieder und war Paulus ein treuer Diener, während dieser im Gefängnis saß. Er war bekümmert darüber, dass die Gemeinde in Philippi gehört hatte, dass er schwer krank gewesen sei und deshalb schickte Paulus ihn mit einem Brief dorthin zurück. Epaphroditus wird im Brief an die Philipper zwei Mal erwähnt: Phil 2,25  und Phil 4,18 .
Epaphroditus wird zu den Siebzig Jüngern gerechnet. Er wird als Heiliger verehrt; sein Gedenktag ist der 22. März.
Ein Epaphroditus war der Legende nach auch erster Bischof von Terracina, der dort von Petrus eingesetzt worden sein soll. Doch selbst, wenn dieser Epaphroditus historisch sein sollte, ist es zweifelhaft, ob er mit dem Epaphroditus aus Philippi identisch ist.
Der Name Epaphroditos bedeutete ursprünglich „Günstling der Aphrodite“, später einfach nur „lieblich“ oder „liebevoll“.